# Kauber Zug

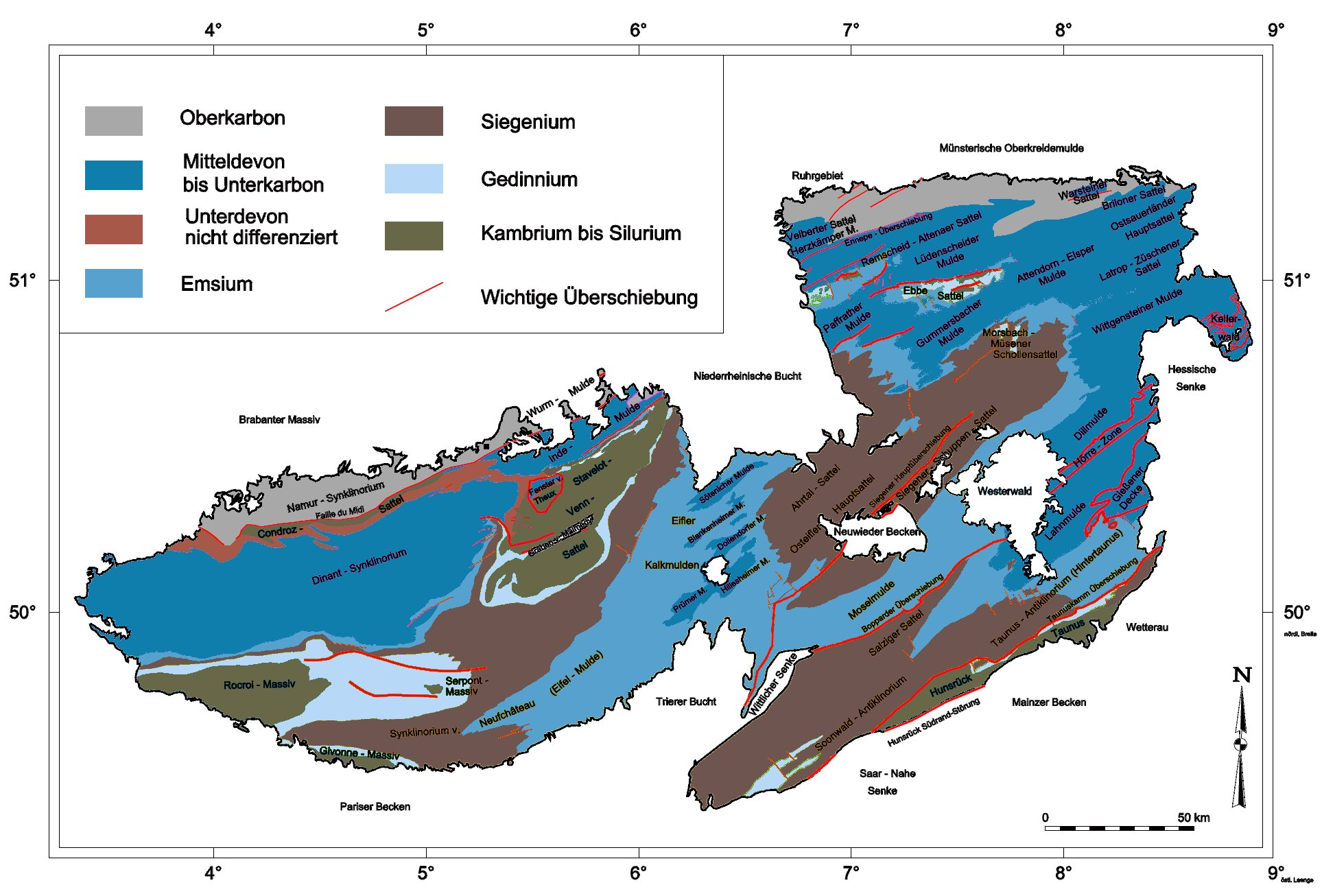
Geologische Karte des Rheinischen Schiefergebirges

Der Kauber Zug ist ein Schieferzug innerhalb des Rheinischen Schiefergebirges, in dem die Schieferlagen horizontbildend in bauwürdiger Qualität auftreten.

## Entstehung
Die ursprünglich waagerecht verlaufenden Schichten des Kauber Zuges sind innerhalb der Grauwackenschiefer- und Quarzablagerungen des Devons entstanden. Durch Faltungen und Überschiebungen sind Schichten mit einem Einfallen von 70° und mehr in südöstlicher Richtung entstanden.

## Lage
Beginnend im Idarwald auf der linken Rheinseite kreuzt der Kauber Zug zwischen Bacharach und Oberwesel den Rhein, um sich auf der rechten Rheinseite in nordöstlicher Richtung über Kaub und Weisel bis nach Usingen fortzusetzen.
Bei Kaub haben die Lagerstätten ihre größte Ausdehnung und stellen in ihrer Verwendbarkeit eine Spitzenstufe dar. Aus diesem Grund wurden sie namensgebend für den ganzen Zug.

## Bergwerke
Auswahl an Bergwerken, die die Lager des Kauber Zuges abbauten:
| Name                   | Lage | Betriebszeiten             | Betreibergesellschaft                                                                                    | Bemerkung | Bild |
| Kaub                   | Kaub | Kaub                       | Kaub | Kaub | Kaub |
| ---------------------- | ---- | -------------------------- | --- | --- | ---- |
| Wilhelm-Erbstollen     | Lage | 1837–1972                  | Gebr. Puricelli'sche Betriebsgesellschaft Vereinigte Schieferwerke Schilling & Co.                       | Zusammenschluss von über 20 Gruben                                                                             |      |
| Ernestine              | Lage |                            | | seit 1899 zu Wilhelm-Erbstollen                                                                                |      |
| Rennseiter             | Lage | 1883–1887 1920–1930 1935–? | | zu Wilhelm-Erbstollen                                                                                          |      |
| Viktoria               | Lage | 1867 bis Ende 1950er Jahre | Gewerkschaft Viktoriastollen Gebr. Puricelli'sche Betriebsgesellschaft                                   | Zusammenschluss von 9 Gruben                                                                                   |      |
| Weisel                 |      |                            | | |      |
| Kreuzberg-Wilhelmsberg | Lage | 1868–1980                  | Gewerkschaft Blücher                                                                                     | konsolidiert mit Wilhelmsberg bei Wollmerschied. Letzte Dachschiefergrube am Mittelrhein                       |      |
| Glückauf               | Lage | um 1873–? 1950–1959        | Vereinigte Schieferwerke Schilling & Co.                                                                 | konsolidiert mit Vogelsang. Vormals Eckert.                                                                    |      |
| Sauerthal              |      |                            | | |      |
| Heppenberg             | Lage | 1843–1866 ? bis 1975       | Rheinische Schieferbergwerke R.H. Wolff Rheinisches Mineralmahlwerk R.H.Wolff Gustav Grolman, Düsseldorf | ab 1952 nur noch Materialgewinnung für das 1929–30 gebaute Mahlwerk (Foto) abgerissen ca. 2007                 |      |
| Nordstern & Marcellus  | Lage | 1861–1866 1920–1953        | | |      |
| Wilhelmine             | Lage | 1830–1866 1922–1954        | Gewerkschaft Schiefergrube Wilhelmine                                                                    | |      |
| Hundsberg              | Lage | 1847–1865 1925–1929        | Rheinische Schieferbergwerke R.H. Wolff                                                                  | |      |
| Nauroth                |      |                            | | |      |
| Rosit                  | Lage | 1741–1964                  | | heute Naturschutzgebiet                                                                                        |      |
| Meiers Hoffnung        | Lage |                            | | |      |
| Bacharach              |      |                            | | |      |
| Rhein                  | Lage | seit 1889                  | Schieferwerk Bacharach GmbH                                                                              | Abbau von Dachschiefer bis 1965. Seitdem Herstellung von Schiefermehl und Vertrieb von ausländischen Produkten |      |